# Claus Scholl
Claus Scholl (* 12. August 1945 in Kirchen; † 6. März 2015 in Aachen) war ein deutscher Rechtswissenschaftler und hatte von 1995 bis September 2010 die Professur Privatrecht an der Technischen Universität Chemnitz inne.

## Leben
Claus Scholl wuchs in Daaden auf. Er studierte von 1965 bis 1971 Rechtswissenschaften und Volkswirtschaftslehre an der Universität Bonn. Sein erstes juristisches Staatsexamen legte er 1969 ab. 1971 erlangte er sein Diplom der Volkswirtschaftslehre. Im gleichen Jahr promovierte er an der Universität Bonn bei Günther Beitzke zum Dr. iur. Im Jahr 1975 legte er das zweite juristische Staatsexamen ab und wurde als Rechtsanwalt zugelassen. In den Jahren 1975 und 1976 folgten Studien des britischen Rechts in London und Edinburgh. Im Jahr 1987 legte Scholl das Wirtschaftsprüferexamen ab.
Von 1976 bis 1995 war Scholl als Wissenschaftlicher Assistent an der Fakultät für Wirtschaftswissenschaften der RWTH Aachen tätig, wo er rechtswissenschaftliche, volks- und betriebswirtschaftliche Lehrveranstaltungen hielt. Nach der Wiedervereinigung übernahm er Lehraufträge an verschiedenen Hochschulen in den neuen Bundesländern. Im Jahr 1993 bestellte ihn die TH Köthen zum Honorarprofessor.
Nach einer Lehrstuhlvertretung an der Universität Paderborn war Scholl seit Oktober 1995 Inhaber des Lehrstuhls für Privatrecht an der Technischen Universität Chemnitz, den er bis zum Sommersemester 2010 innehatte. Dort war er auch Direktor des Instituts für Wirtschaft, Recht und Technik. Zu den Forschungsgebieten von Claus Scholl zählten Produkthaftung, Sicherheitstechnik, Wettbewerbsrecht sowie Bank- und Steuerrecht. In Aachen war er danach bis zu seinem Tode als Rechtsanwalt und Wirtschaftsprüfer tätig.
Claus Scholl fand seine letzte Ruhestätte auf dem Aachener Westfriedhof.